# Kabinett Saracco
Das Kabinett Saracco regierte das Königreich Italien vom 24. Juni 1900 bis zum 15. Februar 1901. Es folgte dem Kabinett Pelloux II und wurde von Ministerpräsident Giuseppe Saracco angeführt.

## Entstehung und Entwicklung
Das Kabinett Saracco war das 38. Kabinett des Königreiches und sieben Monate und 21 Tage im Amt. Es wurde von der Historischen Rechten (italienisch Destra storica) und Linken (it. Sinistra Storica) unterstützt. Der fast achtzigjährige Senatspräsident Saracco war von seinem Amtsvorgänger Luigi Pelloux als Ministerpräsident vorgeschlagen worden. Obwohl von vornherein klar war, dass es sich um eine Übergangslösung handelte, gelang es Saracco, eine Lösung in der delikaten und umstrittenen Frage einer neuen Geschäftsordnung der Abgeordnetenkammer zu finden.
Außenpolitisch unterstützte Saracco, trotz der vernichtenden italienische Niederlage in der Schlacht von Adua vier Jahre zuvor, eine erneute italienische Militärintervention im Ausland und schickte ein italienisches Expeditionskorps im Rahmen der Vereinigten acht Staaten zur Unterdrückung des Boxeraufstandes nach China.
Er wurde nach der Ermordung von König Umberto I. im Juli 1900 auch von dessen Thronnachfolger Viktor Emanuel III. unterstützt. Seine Regierung geriet wegen der angespannten sozialen Frage im Land, die zu mehreren Streikwellen führten, ins Wanken. Nachdem die Regierung die Gewerkschaftsvertretung in Genua zunächst aufgelöst und die Entscheidung nach Protesten wieder rückgängig machte, entzog ihr das Parlament das Vertrauen. Saracco reichte am 6. Februar 1901 seine Rücktritt ein. Viktor Emanuel III. beauftragte daraufhin Giuseppe Zanardelli mit der Bildung einer neuen Regierung, der daraufhin das Kabinett Zanardelli bildete.

## Minister

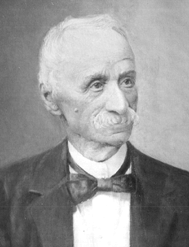
Giuseppe Saracco

| Ministerien                          | Name |
| ------------------------------------ | --- |
| Ministerpräsident                    | Giuseppe Saracco |
| Äußeres                              | Emilio Visconti-Venosta |
| Inneres                              | Giuseppe Saracco |
| Justiz und Kirchenangelegenheiten    | Emanuele Gianturco |
| Krieg                                | Coriolano Ponza di San Martino                                                                                                |
| Marine                               | Enrico Morin |
| Finanzen                             | Bruno Chimirri |
| Schatz                               | Giulio Rubini (bis 20. Dezember 1900) Bruno Chimirri (geschäftsführend bis 6. Januar 1901) Gaspare Finali (ab 7. Januar 1901) |
| Öffentliche Arbeiten                 | Ascanio Branca |
| Bildung                              | Nicolò Gallo |
| Landwirtschaft, Industrie und Handel | Paolo Carcano |
| Post und Telegraphie                 | Alessandro Pascolato |